# Wormrot
Wormrot je grindcorová hudební skupina původem ze Singapuru. Vznikla v roce 2007, poté, co zakládající členové splnili povinnou vojenskou službu. Od roku 2010 má kapela podepsanou smlouvu s Earache Records, uspořádala turné v Evropě a Spojených státech, a stala se prvním singapurským interpretem, který hrál na významném britském hudebním festivalu Glastonbury.

## Historie

### Začátky,AbuseaDirge(2009–2012)

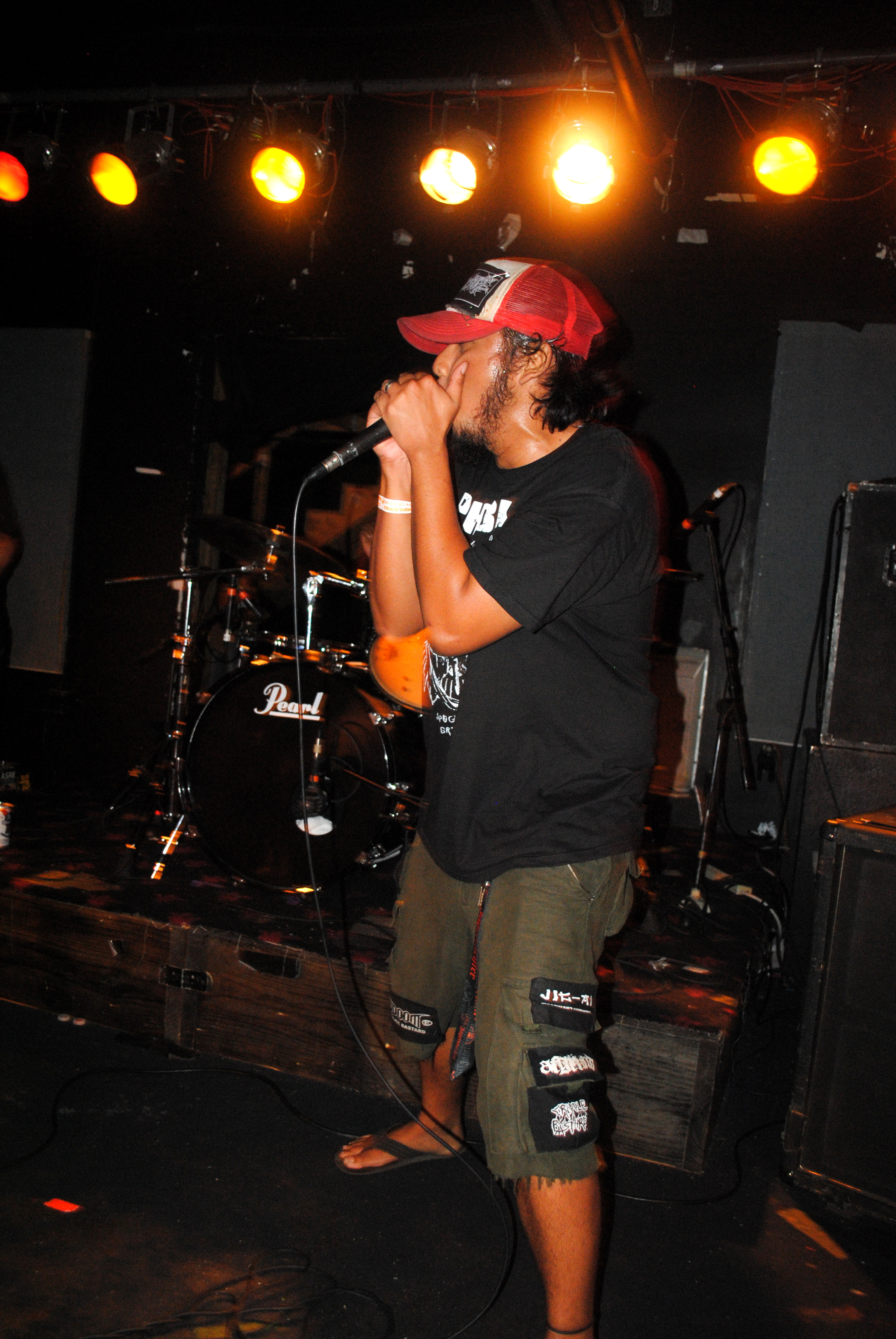
Zakládající člen a frontman Arif v roce 2010

Zpěvák Arif Suhaimi a kytarista Nurrasyid „Rasyid“ Juraimi se znali už ze střední školy; poté, co Rasyid dokončil povinnou vojenskou službu, spolu hráli v deathgrindové skupině. Brzy ji opustili a rozhodli se založit vlastní grindcoreovou skupinu s názvem Wormrot, do které přibrali bubeníka Fitriho. V roce 2007 vydali bezejmenné demo, roku 2008 pak EP Dead a split nahrávku s řeckými Diseptic. Debutové studiové album Abuse vyšlo v květnu 2009 pod vydavatelstvím Scrotum Jus Records.
Skupinu „objevil“ v prosinci 2009 Digby Pearson, majitel vydavatelství Earache Records, když ve webzinu Invisible Oranges narazil na mixtape. Po poslechu skladby „Born Stupid“ si ze služby MediaFire stáhl celé album. Tvorba skupiny ho zaujala, konkrétně ocenil „ambice, pracovitost a chuť proslavit asijský grindcore a svoji zemi jako takovou.“ Kontaktoval skupinu na Myspace a zeptal se jich na možnost spolupráce, což vyústilo v podepsání smlouvy s Earache koncem ledna 2010.
Album Abuse se dočkalo znovuvydání pod Earache, v Evropě 13. dubna 2010 a ve Spojených státech 8. června 2010. Na jeho podporu uspořádala skupina turné po Evropě (duben–červen 2010) a Spojených státech (srpen–září 2010).
Druhé řadové album, Dirge, vyšlo 3. května 2011 pod Earache Records. Digitální verzi zveřejnila skupina předčasně, neboť došlo k jejímu úniku. Album se dočkalo pozitivních recenzí od hudebních kritiků. Dne 20. září 2011 vydala skupina EP Noise skrz Scion AV, digitálně a bezplatně.
Wormrot v březnu a dubnu 2011 uspořádali turné po Spojených státech, následované evropskými koncerty v srpnu a září. V lednu 2012 hráli v Indonésii a poslední evropské koncerty proběhly v červnu a červenci téhož roku. Z vystoupení ve Francii vzniklo několik fotografií a video záznam kozy přítomné v publiku, z níž se stal virální fenomén „The Grindcore Goat“. Ve facebookovém příspěvku ze 17. července skupina uvedla, že pozastavuje činnost a plánuje se vrátit za několik let s novou hudbou. V odpovědi na znepokojené reakce fanoušků i médií frontman Arif upřesnil, že jde pouze o přestávku týkající se živých vystoupení.

### Voicesa vedlejší projekty (2013–2022)
Po více než roce se Wormrot objevili na singapurském festivalu Baybeats, kde představili pět písní z připravovaného alba.
Dne 6. dubna 2015 skupina oznámila, že Rasyid a Arif vyhodili bubeníka Fitriho, jelikož se od kapely distancoval a několik týdnů nebyl k zastižení. Členové zároveň vyjádřili obavu, že si prochází osobními problémy, a žádali jeho přátele o bližší informace. Novým bubeníkem se v červenci stal Vijesh Ghariwala, práce na třetím studiovém albu tak mohla pokračovat.
Trailer k třetímu albu nazvaném Voices vyšel 20. července 2016 v podobě skladby „Fallen Into Disuse“, později vznikl i videoklip. Dle Arifa píseň pojednává o „nevědomém opuštění reality, marné a zoufalé snaze být přijat do společenské normy. Postupně bylo zveřejněno několik dalších písní a plná digitální verze alba vyšla 13. října na platformě Noisey, oficiální vydání proběhlo o den později skrz Earache Records. Oproti dřívější tvorbě se jednalo o posun v podobě prvků z jiných punkových a metalových žánrů, serióznějších textů, větší variace vokálů, tempa a délky skladeb.
Členové se následně zaměřili na vedlejší projekty – 31. srpna založili Arif, Vijesh, bývalý člen Fitri a Tiong, kytarista malajské grindcoreové skupiny Tools of the Trade, novou skupinu Code Error. Eponymní debutové EP vyšlo 12. března 2018. Rasyid se mezitím stal členem kapely Marijannah, kterou založil s baskytaristou Muhdem Aztrim, kytaristou Nicholasem Ngem a bubeníkem Nicholasem Wongem. Jejich první album Till Marijannah vyšlo 13. února 2018. V květnu a červnu měli Wormrot ve Spojených státech a Kanadě turné s newyorskou skupinou Escuela.

### Hiss(2022–)

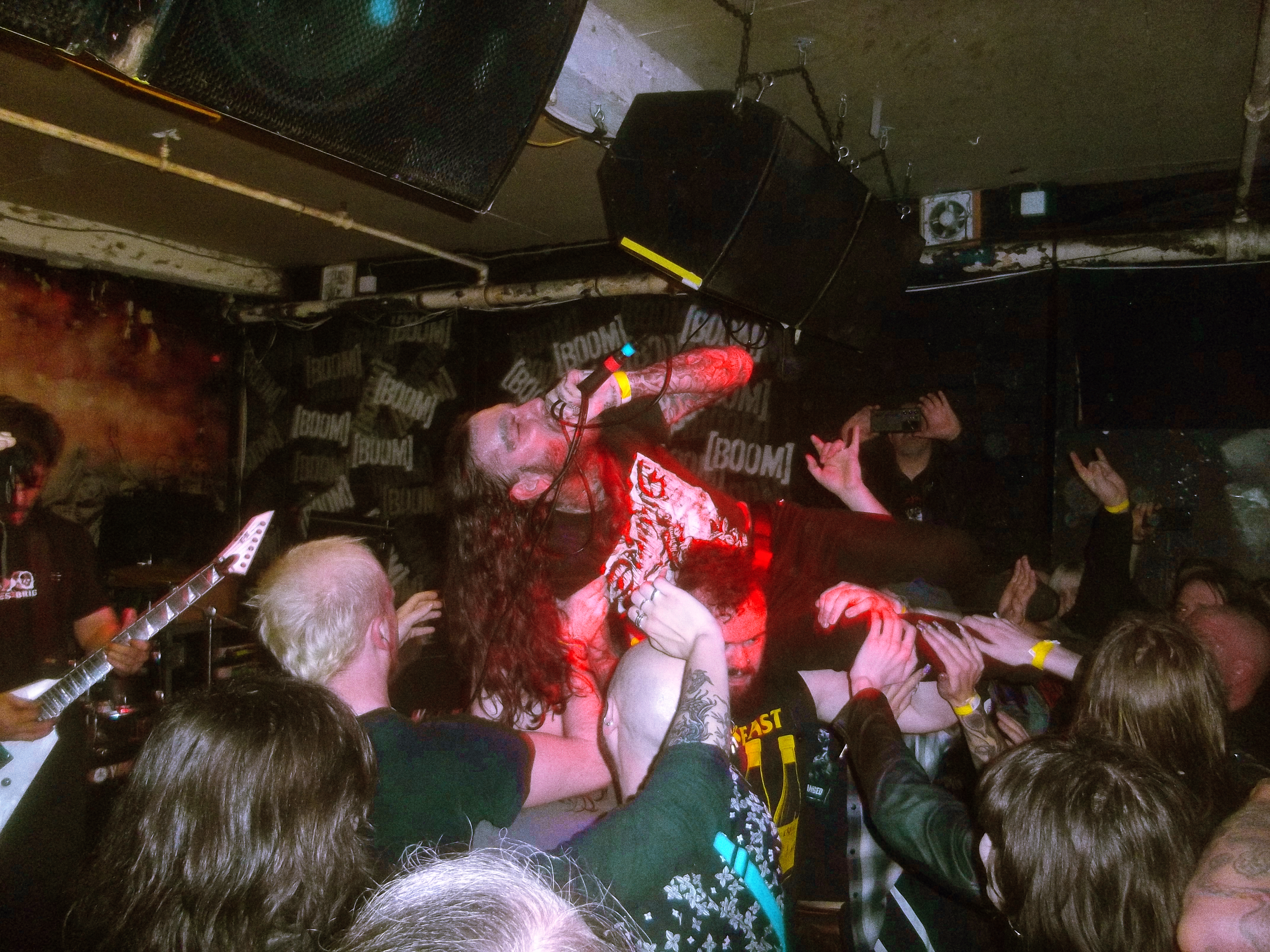
Wormrot a Gabriel Dubko, 2023

Dne 16. března 2022 Wormrot oznámili, že po téměř šesti letech vydají nové album, Hiss, zároveň z něj zveřejnili skladbu „Behind Closed Doors“. K trojici písní Grieve/Weeping Willow/Voiceless Choir vyšel 18. března videoklip, dle členů skupiny výrazně inspirovaný jejich oblíbenými krimiseriály z dětství a japonskými filmy ze 70. let.
Album vyšlo 8. července 2022 pod Earache Records digitálně, na CD s podepsanou fotografií, barevném vinylu a kazetě. Zároveň vyšel i limitovaný box set se všemi studiovými alby na kazetách. Stylově se jedná o návaznost na minulou nahrávku Voices, s délkou přesahující půl hodiny, s výraznějšími inspiracemi z jiných hudebních žánrů a novými nástroji (Rasyid nahrál ve studiu i basovou kytaru, hostující Myra Choo housle).
Na konci března skupina oznámila, že zpěvák Arif a jeho manželka Azean, která dlouhodobě zastávala pozici jejich manažerky, z kapely odchází, aby měli více času věnovat se rodině. Arifovým posledním počinem se skupinou je tak album Hiss a jeho představení, jež proběhlo v Singapuru 19. června 2022.
Od února 2023 uspořádali Wormrot turné po Evropě nazvané Season of Violence tour, pozici zpěváka zastal Gabriel Dubko ze skupiny Implore.
Dne 7. července 2024 skupina oznámila, že Vijesh kapelu opustil, jediným členem tak zůstal Rasyid. Ten 22. srpna za kapelu oznámil, že se vrátili dva původní členové, zpěvák Arif Suhaimi a bubeník Fitri.

## Diskografie
Studiová alba
- Abuse (2009)
- Dirge (2011)
- Voices (2016)
- Hiss (2022)

EP
- Demo (2007)
- Dead (2008)
- Flexi Disc: Decibel (2011)
- Noise (2011)

Splity
- Wormrot / Diseptic, kazeta (2008)
- Wormrot / I Abhor, CD (2010)

Kompilace
- V/A Fist of Fury, kompilační CD (2007)
- V/A Silence Sucks, kompilační CD (2007)